# Franciszek Doliński
Franciszek Doliński (ur. 1852 w Mrowli, zm. 24 marca 1914 w Przemyślu) – polski doktor praw, adwokat, polityk, radny, wiceprezydent i prezydent Przemyśla, poseł na Sejm Krajowy Galicji.
Ukończył zdając maturę 18 czerwca 1868 Gimnazjum św. Anny w Krakowie. W latach 1868–1872 studiował na Wydziale Prawa Uniwersytetu Jagiellońskiego 11 lipca 1872 zdał pomyślnie egzamin sądowy, a 9 maja 1874 uzyskał stopień doktora praw. W 1877 zamieszkał w Przemyślu otwierając tam kancelarię adwokacką.
Od 1881 był radnym miejskim w Przemyślu, od 1880 wiceburmistrzem miasta. Sprawował urząd prezydenta Przemyśla od 1901 do stycznia 1914 tj. do rozwiązania Rady miejskiej i wprowadzenia komisarza rządowego. Pełniąc funkcję burmistrza był prezesem w Związku 37 Miast. Był posłem na Sejm Krajowy Galicji: wybierany z III kurii w okręgu Przemyśl na IX kadencję (1908-1913) i na X kadencję (1913-1914). Politycznie był związany ze stronnictwem polskich demokratów.
Zmarł 25 marca 1914 w Przemyślu po dłuższej chorobie. 28 marca 1914 odbył się w Przemyślu pogrzeb.